# Dexiosoma canina
Dexiosoma canina är en tvåvingeart som först beskrevs av Fabricius 1781.  Dexiosoma canina ingår i släktet Dexiosoma och familjen parasitflugor. Inga underarter finns listade i Catalogue of Life.